# Josies Acquaviva
Josies Acquaviva (? - Cellino, Itàlia, 1462) militar italià. Fill d'Andrea Mateo Acquaviva, el que morí assassinat a Teramo. Per a venjar la mort del seu pare prengué per assalt la ciutat de Teramo, fent estralls i acabant amb els seus contraris, els Melatini, el 1424. Després fou nomenat governador vitalici d'aquesta ciutat i intentà ensenyorar-se també d'Ascoli. Prengué el partit de la casa d'Anjou, sent per aquest fet castigat pel rei Ferran I de Nàpols amb la confiscació dels seus Estats, que l'obligà a expatriar-se a Cellino, on fou víctima de la pesta.